# Apperley Bridge
Apperley Bridge – wieś w Anglii, w hrabstwie ceremonialnym West Yorkshire, w dystrykcie metropolitalnym Bradford. Leży 11 km na zachód od miasta Leeds i 280 km na północ od Londynu.